# Namibiotrupes auspicatus
Namibiotrupes auspicatus är en skalbaggsart som beskrevs av Louis Albert Péringuey 1901. Namibiotrupes auspicatus ingår i släktet Namibiotrupes och familjen Bolboceratidae. Inga underarter finns listade i Catalogue of Life.